# ひまわりデイズ☆
ひまわりデイズ☆は、声優の佐藤利奈が出した3rdマキシシングルである。品番はRINA-0003。

## 収録曲
1. ひまわりデイズ☆
  - 作詞・作曲：大石孝次、編曲：原嘉朗
2. 花暦〜New Mix
  - 作詞：佐藤利奈、作曲：佐藤利奈/大石孝次、編曲：原嘉朗
3. Letter of Memories〜夏の幻Part.1
4. Letter of Memories〜夏の幻Part.2
5. Letter of Memories〜夏の幻Part.3
6. Letter of Memories〜夏の幻Part.4
7. Letter of Memories〜夏の幻Part.5
8. 花暦〜Club Mix
  - 作詞：佐藤利奈、作曲：佐藤利奈/大石孝次、編曲：原嘉朗
9. ひまわりデイズ☆ (instrumental ver.)
10. 花暦 (instrumental ver.)